# 渋沢金井公園
渋沢金井公園（しぶさわかないこうえん）は、神奈川県横浜市鶴見区北寺尾六丁目24番にある公園。

## 施設
砂場、すべり台、ブランコ、足裏健康遊具のほか、樹齢300年以上と言われる大きな柿の木がある。

## 由来
1990年（平成2年）に、ある女性が自宅の土地を横浜市に寄付した。土地の面積は2,147m2、実勢価格にして13億円であり、その多額の寄付はマスコミなどで報道された。
横浜市は寄付された土地を公園として活用することにし、1993年（平成5年）に開園した。後に周辺の土地を取得し、2007年（平成19年）に拡張されている。
公園の名称は所在地の字名と寄付者の姓に由来する。寄付者の女性は2010年（平成22年）6月現在も存命だという。

## 交通
東日本旅客鉄道（JR東日本）鶴見駅西口から川崎鶴見臨港バス鶴02・鶴03・鶴04・鶴12系統「橘学苑・橘テニスアカデミー前」下車徒歩5分